# Acari-Fazenda Botafogo
Acari-Fazenda Botafogo – stacja metra w Rio de Janeiro, na linii 2. Zlokalizowana jest pomiędzy stacjami Coelho Neto i Engenheiro Rubens Paiva. Została otwarta 31 sierpnia 1998.